# برند درهر
برند درهر (انگلیسی: Bernd Dreher؛ زادهٔ ۲ نوامبر ۱۹۶۶) بازیکن فوتبال اهل آلمان است.
از باشگاه‌هایی که در آن بازی کرده‌است می‌توان به باشگاه فوتبال اوردینگن ۰۵، باشگاه فوتبال بایرن مونیخ، و باشگاه فوتبال بایر ۰۴ لورکوزن اشاره کرد.